# 셈족
셈족(영어: Semites, Semitic peoples)은 셈어파 언어를 사용하거나 이와 밀접히 연관된 문화적 특징을 가진 민족들을 통틀어 가리키는 말이다. "셈"이라는 말은 성경에 등장하는 노아의 세 아들 중의 장남인 셈에서 따왔다.

아프리카아시아어족: 셈어는 주황색

셈어에 속한 고금의 언어로는 고대와 현대 아카드어, 암하라어, 아랍어, 아람어, 그으즈어, 히브리어, 몰타어, 페니키아어, 티그레어, 티그리냐어 등이 있다. 셈어는 상위 어족인 아프리카아시아어족에 속하며 이 어족은 셈함어족으로도 불린다.
이 언어들을 사용하는 민족들은 서로 다른 민족이지만 지리적으로 그리고 언어적으로 서로 가까이 분포되어 있다. 이러한 점과 더불어 언어 연구는 문화 연구와 긴밀히 연관된다는 점 때문에 셈족이라는 낱말은 이들 민족들에 대해 특정 한 국가 또는 민족이 아닌 더 넓은 범위의 관점에서 이들의 역사, 문화, 종교, 또는 민족적 특성 및 분류를 기술할 때도 사용된다.
정의에 모호함이 있는 어휘이나, 오늘날 셈족은 아랍어나 히브리어 같은 셈어를 사용하는 종족이라고 대체로 정의할 수 있다. 셈족은 에티오피아 · 이라크 · 이스라엘 · 요르단 · 레바논 · 시리아 · 아라비아반도 · 북아프리카 등지에 살고 있다. 셈족은 알파벳과 유일신 사상을 전 세계에 전파했다. 유대교 · 기독교 · 이슬람교 같은 주요 종교는 셈족에게서 유래했다.

## 민족 목록

기원후 1세기 경의 셈어의 대략적인 분포

셈어의 대략적인 역사적 분포: 녹색은 동셈어군, 빨강은 중부셈어, 파랑은 남부셈어

셈족에 속한 고대와 현대의 민족들은 다음과 같다.
- 만다야인(Mandaeans)
- 아카드인(Akkadians) — 기원전 4천년경에 메소포타미아로 이주하여 셈족이 아닌 메소포타미아인, 즉 수메르인과 섞였으며, 청동기 시대 후기인 기원전 22세기에 아시리아인과 바빌로니아인로 분리되면서 아카드인은 소멸되었다.[1][2] 현대의 아시리아 기독교인은 아시리아인과 바빌로니아 인의 혼혈의 후예이다.
- 에블라인(Eblaites) — 기원전 23세기
- 칼데아인(Chaldeans) — 기원전 1000년경에 메소포타미아 남부에 출현하였다.
- 아람인(Arameans) — 기원전 18~16세기[3] / 기원전 14세기의 아크라메인(Akhlames) 또는 아라무인(Ahlamus)[4]. 현대 시리아의 기독교인의 일부는 이 민족의 후예이다.
- 말라미인(Mhallami)
- 우가리트인(Ugarites) — 기원전 14~12세기
- 수투인(Suteans) — 기원전 14세기

- 가나안어(Canaanite language)를 말한, 청동기 시대 초기의 민족들:
  - 아모리인(Amorites) — 기원전 20세기
  - 암몬인(Ammonites)
  - 에돔인(Edomites)
  - 아말렉인(Amalekites)
  - 히브리인(Hebrews)/이스라엘인(Israelites) — 연합 이스라엘 왕국을 세웠으며, 이 왕국은 후에 이스라엘 왕국과 유다 왕국으로 분리되었다. 이들의 후예가 유대인과 사마리아인이 되었다.
  - 모압인(Moabites)
  - 페니키아인(Phoenicians) — 지중해 연안에 카르타고를 비롯한 식민지를 건설하였다. 현대의 마론인(Maronites)은 페니키아인의 후예이다.
- 고대 남아라비아어(Old South Arabian)를 말한 민족
  - 예멘의 사바인(Sabaeans) — 기원전 9세기~기원전 1세기
- 셰바인(Shebans)
- 우바르인(Ubarites)
- 마간인(Maganites)
- 에티오피아어(Ethio-Semitic)를 말한 민족
  - 악숨인(Aksumites) — 기원전 4세기~기원후 7세기
- 아랍인(Arabs) 및 고대북아라비아어를 말한 베두인족(Bedouins)
  - 긴디부(Gindibu)의 아랍인 — 기원전 9세기
  - 카다르인(Qadar) — 기원전 7세기
  - 리히안인(Lihyanites) — 기원전 6세기~기원전 1세기
  - 타무드인(Thamud people) — 기원후 2~5세기
  - 가산인(Ghassanids) — 기원후 3~7세기
- 나바테아인(Nabataeans) — 아람어와 아랍어를 말한 사람들이 섞이어 형성된 민족이다.
- 몰타인(Maltese)

## 같이 보기
- 함족

## 참고 문헌
- 이 문서에는 다음커뮤니케이션(현 카카오)에서 GFDL 또는 CC-SA 라이선스로 배포한 글로벌 세계대백과사전의 내용을 기초로 작성된 글이 포함되어 있습니다.